# Almodôvar
Almodôvar – miejscowość w Portugalii, leżąca w dystrykcie Beja, w regionie Alentejo w podregionie Baixo Alentejo. Miejscowość jest siedzibą gminy o tej samej nazwie.

## Demografia
| Liczba ludności gminy Almodôvar (1801–2011) | Liczba ludności gminy Almodôvar (1801–2011) | Liczba ludności gminy Almodôvar (1801–2011) | Liczba ludności gminy Almodôvar (1801–2011) | Liczba ludności gminy Almodôvar (1801–2011) | Liczba ludności gminy Almodôvar (1801–2011) | Liczba ludności gminy Almodôvar (1801–2011) | Liczba ludności gminy Almodôvar (1801–2011) | Liczba ludności gminy Almodôvar (1801–2011) | Liczba ludności gminy Almodôvar (1801–2011) |
| ------------------------------------------- | ------------------------------------------- | ------------------------------------------- | ------------------------------------------- | ------------------------------------------- | ------------------------------------------- | ------------------------------------------- | ------------------------------------------- | ------------------------------------------- | ------------------------------------------- |
| 1801                                        | 1849                                        | 1900                                        | 1930                                        | 1960                                        | 1981                                        | 1991                                        | 2001                                        | 2004                                        | 2011                                        |
| 5945                                        | 8215                                        | 11 089                                      | 14 180                                      | 16 028                                      | 10 637                                      | 8999                                        | 8145                                        | 7650                                        | 7 449                                       |

## Sołectwa
Sołectwa gminy Almodôvar (ludność wg stanu na 2011 r.):
- Aldeia dos Fernandes (536 osób)
- Almodôvar (3788)
- Gomes Aires (355)
- Rosário (608)
- São Barnabé (531)
- Santa Clara-a-Nova (600)
- Santa Cruz (651)
- Senhora da Graça de Padrões (380)